# Citou
Citou é uma comuna francesa na região administrativa de Occitânia, no departamento de Aude. Estende-se por uma área de 17,34 km². Em 2010 a comuna tinha 89 habitantes (densidade: 5,1 hab./km²).